# Alpes de Zillertal
 Los Alpes de Zillertal ( en italiano: Alpi Aurine; en alemán: Zillertaler Alpen) son una cadena montañosa de los Alpes del Este Central en la frontera de Austria e Italia. 

## Nombre
La cadena lleva el nombre del Zillertal (valle del río Ziller) en su norte. 

## Geografía
La cadena está delimitada por el puerto de montaña Tuxerjoch hacia el norte (que lo separa de los Alpes de Tux ); el puerto de Birnlücke - Forcella del Picco hacia el este (separándolo del Hohe Tauern ); El río Isarco y su afluente  el Rienz al sur (separándolo de los Alpes del sur de piedra caliza ); y el paso del Brennero al oeste (separándolo de los Alpes  de Stubai ). 

## Subgrupos

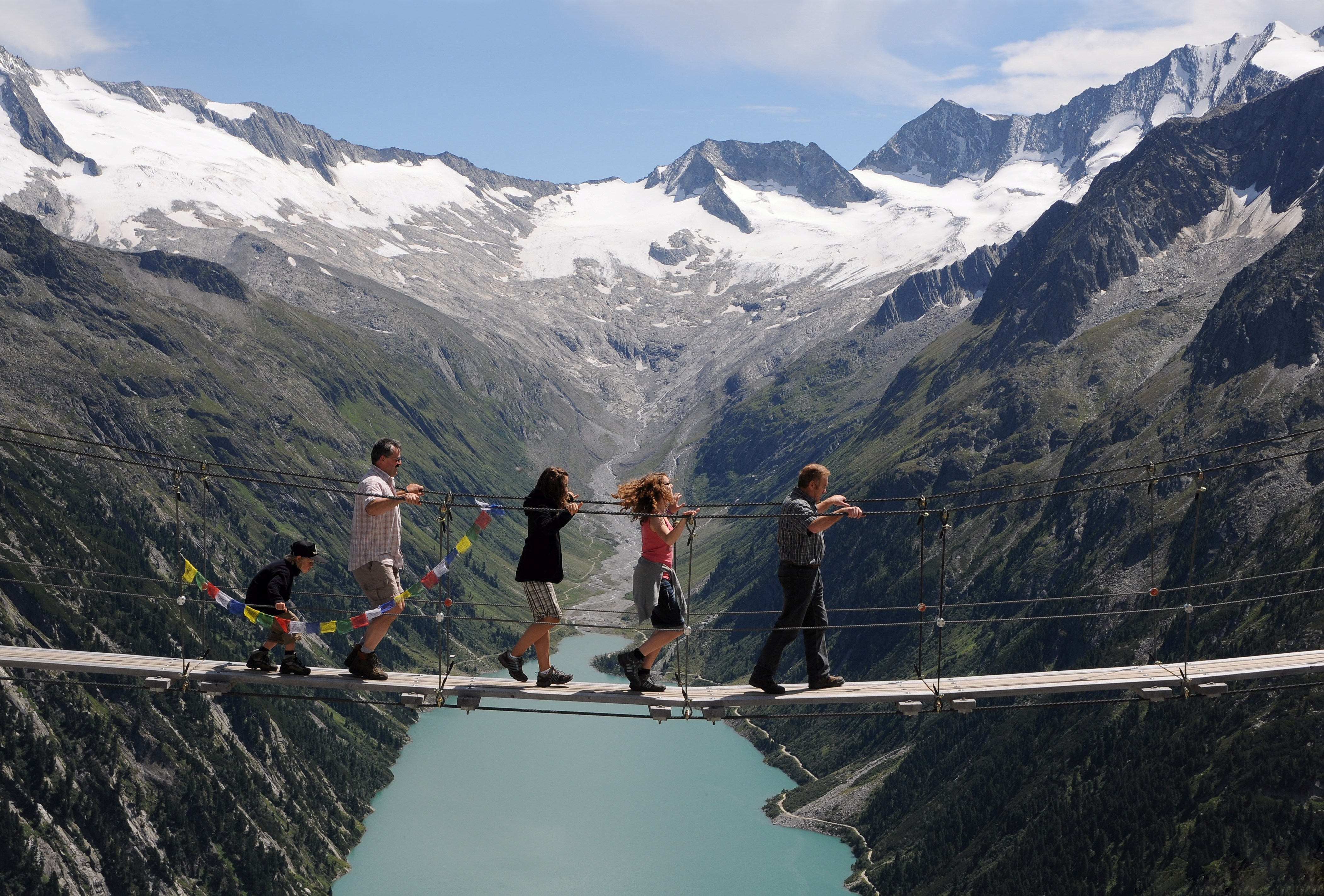
Puente colgante simple en los Alpes de Zillertal

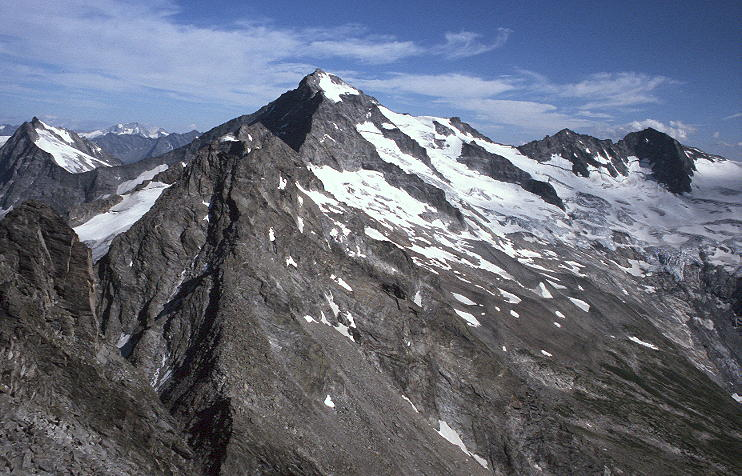
El Große Löffler (3,376 m) visto desde el Gigalitz

Los Alpes de Zillertal se dividen en los siguientes subgrupos: 
- Cadena principal de los Alpes de Tux ( Tuxer Hauptkamm )
- Cadena principal de los Alpes de Zillertal ( Zillertaler Hauptkamm ) y crestas laterales 
Se subdivide de la siguiente manera: Hauptkamm, Hochstellerkamm, Greinerkamm, Mörchen e Igentkamm, Floitenkamm, Ahornkamm, Riblerkamm, Magnerkamm.
- Grupo Reichenspitze y cordilleras orientales de Ziller 
Se subdivide de la siguiente manera: Reichenspitzkamm, Gerloskamm, Schönachkamm, Wimmerkamm, Schwarzachkamm, Zillerkamm, Klockerkarstock.
- Montañas Pfunderer ( Pfunderer Berge ) 
Se subdividen de la siguiente manera: Kreuzspitzkamm, Plattspitzkamm, Wurmaulkamm, Grubbachkamm, Mühlwalder Kamm.

## Picos
Los picos principales de los Alpes de Zillertal son: 
| Pico                  | Elevación (m) |
| --------------------- | ------------- |
| Hochfeiler            | 3,510         |
| Großer Möseler        | 3,486         |
| Olperer               | 3,480         |
| Schrammacher          | 3,410         |
| Turnerkamp            | 3,422         |
| Großer Löffler        | 3,382         |
| Fußstein              | 3,380         |
| Hoher Weißzint        | 3,371         |
| Schwarzenstein        | 3,370         |
| Reichenspitze         | 3,305         |
| Großer Mörchner       | 3,287         |
| Rauhkofel             | 3,251         |
| Hoher Riffler         | 3,231         |
| Hintere Stangenspitze | 3,225         |
| Zillerplatenspitze    | 3,148         |
| Napfspitze            | 3,144         |
| Wilde Kreuzspitze     | 3135          |
| Zsigmondyspitze       | 3,085         |

## Puertos
Los principales puertos de montaña de los Alpes de Zillertal son: 
| Puerto de montaña | Ubicación                    | Tipo    | Elevación (m) |
| ----------------- | ---------------------------- | ------- | ------------- |
| Mitterbachjoch    | Zemmtal al campo Tures       | nieve   | 3130          |
| Trippachsattel    | Floiten Valley a campo Tures | nieve   | 3054          |
| Alpeinerscharte   | Zemmtal a Wipptal            | sendero | 2960          |
| Keilbachjoch      | Mayrhofen a Ahrntal          | sendero | 2868          |
| Heiliggeistjöchl  | Mayrhofen a Ahrntal          | sendero | 2658          |
| Krimmlertauern    | Krimml a Ahrntal             | sendero | 2634          |
| Horndljöchl       | Mayrhofen a Ahrntal          | sendero | 2555          |
| Lappacherjoch     | Lappach a Ahrntal            | sendero | 2366          |
| Tuxerjoch         | Tuxertal a Wipptal           | sendero | 2346          |
| Pfitscherjoch     | Zemmtal a Vipiteno           | sendero | 2248          |